# Masters of the Universe (album)
Pour les articles homonymes, voir Les Maîtres de l'univers (homonymie).
Albums de Pulp
Separations
(1992) His 'N' Hers
(1994)
Masters of the Universe est une compilation du groupe de pop britannique Pulp, sortie en 1994 et contenant les quatre singles (ainsi que les faces B) enregistrés par le groupe en 1985 et 1986 entre leurs deux premiers albums It (1983) et Freaks (1987). Les chansons ont été enregistrées avec la même formation qui a enregistré l'album Freaks. Le titre Manon a été écrit en hommage à Serge Gainsbourg, dont Jarvis Cocker est un grand fan.

## Liste des pistes
1. Little Girl (With Blue Eyes)
2. Simultaneous
3. Blue Glow
4. The Will to Power
5. Dogs Are Everywhere
6. The Mark of the Devil
7. 97 Lovers
8. Aborigine
9. Goodnight
10. They Suffocate at Night
11. Tunnel
12. Master of the Universe (sanitised version)
13. Manon

## Musiciens
- Jarvis Cocker - chant, guitare
- Russell Senior - guitare, violon, chant sur The Will to Power
- Candida Doyle - claviers, chœurs
- Peter Mansell - basse
- Magnus Doyle - batterie